# USS Charles J. French (DDG-142)
El USS Charles J. French (DDG-142) será el 92º destructor de la clase Arleigh Burke (Tramo III) de la Armada de los Estados Unidos. Llamado así en honor a Charles J. French, un marinero estadounidense condecorado de la Segunda Guerra Mundial. El secretario de la Marina de los Estados Unidos, Carlos del Toro, anunció el nombre el 10 de enero de 2024.